# 화성초등학교 (충남)
화성초등학교는 대한민국 충청남도 청양군 화성면 매산리 468-1에 있었던 공립 초등학교이다.

## 연혁
- 1920.08.31 화성공립보통학교 개교(4년제 2학급)
- 1925.04.01 6년제 5학급 편성
- 1939.04.01 화성공립심상소학교 개칭
- 1941.04.01 화성공립국민학교 개칭
- 1948.04.01 화성국민학교 개칭
- 1967.03.01 합천분교장 설립 인가
- 1970.03.01 합천분교장 국민학교로 승격
- 1974.03.01 용두분교장 설립 인가
- 1979.03.01 용두국민학교로 승격
- 1981.03.01 병설유치원 1학급 인가
- 1989.03.01 용두분교장 5학급 편성
- 1989.08.31 용두분교장 벽지해제
- 1991.03.01 용두분교장 병설유치원 폐지
- 1992.09.16 용두분교장 본교로 통합
- 1999.03.01 합천초등학교로 통합